# Elegast

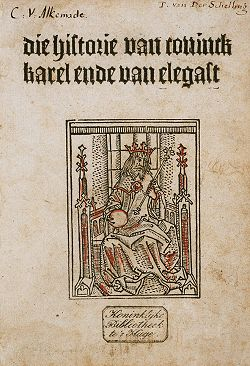
Publicação antiga de Karel ende Van Elegast

Elegast (espírito elfo) é o herói e nobre ladrão do poema Karel ende Elegast, um poema épico medieval neerlandês. No poema, ele possivelmente representa o Rei dos Elfos. Ele é apresentado como um cavaleiro sobre um cavalo negro, um vassalo proscrito de Carlos Magno que vive na floresta.  O poema original em neerlandês usa o nome Elegast, enquanto versões traduzidas do poema frequentemente usam  nome Elbegast em alemão e inglês, ou Alegast na balada escandinava.

## Karel ende Elegast
Karel ende Elegast é um poema original em neerlandês que estudiosos acreditam ter sido escrito no final do século XII, ou então no século XIII e localizado na região do castelo de Carlos Magno em Ingelheim. É um romance de cavalaria franco sobre Carlos Magno ("Karel") como um exemplar rei cristão que foi levado a uma estranha aventura para se tornar um ladrão.
Embora o poema não descreva toda a história de Elegast, ele era um velho amigo de Carlos Magno que caiu em desgraça, e seu banimento para a floresta e seu nome denota que ele era um elfo. Elegast podia fazer as pessoas dormirem magicamente, abrir fechaduras sem suas chaves, e possuía uma erva mágica que, quando punha na boca, permitia-lhe falar com os animais. Ele morava na floresta, roubava dos ricos e era gentil com os pobres.
Em resumo, Carlos Magno tem uma visão divina que o orienta a disfarçar-se de ladrão, e assim encontrar-se com Elegast à noite na floresta. Elegast não reconhece o rei, por causa de seu disfarce. Quando Carlos Magno sugere que roubassem o castelo do rei, Elegast prova sua lealdade a Carlos Magno recusando-se a roubar do rei. Em vez disso, Elegast leva Carlos magno para assaltar o castelo do cunhado de Carlos Magno, Eggeric van Eggermonde. Já dentro do castelo, Elegast entreouve Eggeric planejando com sua esposa matar Carlos Magno, que é irmã do rei. Desta forma, Carlos Magno descobre um traidor em sua corte. No dia seguinte, quando Eggeric chega à corte de Carlos Magno, o rei manda revistar Eggeric e encontra suas armas. Elegast duela com Eggeric e o expõe como traidor. Eggeric é, portanto, morto, e sua esposa é dada em casamento a Elegast. A reputação de Elegast também é restaurada na corte de Carlos Magno.

## Nome
O nome é composto por duas palavras proto-germânicas "Alb" ou "elbe" que significa respectivamente "elfo" e "elfos". A palavra "gast" significa "hóspede", "espírito" ou "ser" e se encontra no antigo saxão,  baixo alemão, alto alemão antigo, e neerlandês médio
Há um anão chamado Elbegast nos textos da Edda.
De acordo com antigas lendas alemãs, Elbegast era um anão que podia roubar ovos de baixo dos pássaros.  Nas lendas e floclore do norte da Europa, Elbegast era chamado de rei tanto dos elfos quando dos anões.
Alguns estudiosos sugerem que Elegast é o personagem Alberich, cujo nome também significa "rei dos elfos". Alberich era um feiticeiro de épicos merovíngios do século V ao século VIII.

## Contexto
Este poema é original ao se referir a Carlos Magno (o Rei "Cristão") sendo amigo de um personagem que poderia ser um símbolo de um elfo ou um anão da floresta, como também por Carlos Magno tentando roubar por inspiração divina. Nesta amizade, o poema combina lendas francas de Carlos Magno com mitologia teuto-neerlandesa. O poema também é original por Elegast, um personagem neerlandês, ser um herói, conquanto na maioria dos outros poemas da época os francos são heróis. Elegast é possivelmente um símbolo do mito de um elfo ou antigo herói popular do povo neerlandês da era pré-cristã. Na mitologia pré-cristã, a floresta era um local sagrado e religioso para se morar.
Historicamente, o poema épico pode tratar sobre uma insurreição real contra Carlos Magno que ocorreu (por volta de 785?), como o evento seguinte foi observado em 1240 por Albericus Triumfontium:
"Um perigoso plano foi tramado pelos austríacos contra Carlos Magno, do qual Hardericus foi o instigador. Com a descoberta da trama, muitos foram desmembrados e muitos foram banidos. [... ] E, como é ditto em uma canção, a fim de descobrir esta conspiração, Carlos Magno, incitado por um anjo, saiu à noite como ladrão."
De acordo com a lenda,  Ingelheim (significado "Lar dos Anjos") foi nomeado em homenagem ao anjo que Carlos Magno encontrou em uma visão.

## Adaptações
Adaptações e traduções:
- Neerlandês: Karel ende Elegast (moderno: Karel en Elegast)
- Escandinavo: Alegast Vise (Balada de Alegast)
- Médio Dinamarquês: Krønike por Karl Magnus
- Norueguês: Karlamagnús saga
- Inglês: Ingelheim: Charlemagne the Robber by Lewis Spencer.
- Épico francês: Chanson de Basin (um manuscrito perdido), Vie de Charlemagne
- Alemão: Karlmeinet[6]